# Suite "1922"

La Suite « 1922 » opus 26 est un cycle de cinq pièces pour piano de Paul Hindemith. Portrait caricatural et incisif de la musique de cirque, de bal et de music-hall qu'il cible dans sa critique de la culture petite-bourgeoise, l'auteur joue sur la vulgarité des rythmes opposée à une harmonie polytonale et atonale.

## Structure
1. Marche: évocation du piano de bastringue.
2. Shimmy
3. Nachtstück (nocturne)
4. Boston
5. Ragtime: précédé d'une note: «... joue ce morceau de manière très sauvage, mais dans un rythme toujours strict, comme une machine. Considère le piano comme une espèce intéressante de percussion et traite le en conséquence ».

## Source
- François-René Tranchefort (dir.), Guide de la musique de piano et de clavecin, Paris, Fayard, coll. « Les indispensables de la musique », 1987, 870 p. (ISBN 978-2213016399, BNF 34978617), p. 412